# Paola Mattioli
Paola Mattioli (Milano, 24 dicembre 1948) è una fotografa italiana.

## Biografia
Ha studiato Filosofia con Enzo Paci e si è laureata con una tesi sul linguaggio fotografico. I temi principali del suo lavoro sono il ritratto, l'interrogazione sul vedere, il linguaggio, la differenza femminile, le grandi e le piccole storie (dall'Africa alla fonderia). Giovane assistente di Ugo Mulas, ha scattato l'ultimo ritratto di Giuseppe Ungaretti, che tuttora figura come copertina del Meridiano Arnoldo Mondadori Editore dedicato al grande poeta. Presto nota come autrice di ritratti che s'impongono per la loro intensità e il loro rigore, Paola Mattioli – intellettuale attenta tanto all'arte e alla letteratura quanto al mondo che ci circonda nella sua concretezza – esplora ambiti teorici e politici che vanno dall'interrogazione sul vedere al linguaggio, dal lavoro operaio ai sedimenti della storia. Senza mai rinunciare a una vena ironica e a quella che nomina come "una sottile distanza", necessaria a una narrazione fotografica che, lungi dall'esaurirsi nel singolo scatto, propone continui rimandi e incroci di significato.
Del suo lavoro ha detto: «Ho scelto di stare tra due piani, uno narrativo e uno concettuale, in cui tengo conto del mezzo che uso, che a sua volta non può prescindere dal tema del vedere».
Fotografa prevalentemente con due Hasselblad, di cui una, prestigiosissima, vinta nel 1996 come premio del Kodak European Gold Award per l'Italia.
Ha esposto in numerose mostre personali e collettive. Tra le più rilevanti: Donne allo specchio, 1977; Cellophane, 1979; Ritratti, 1985; Statuine, 1987; Trieste dei manicomi, 1998; Un lavoro a regola d'arte, 2003; Regine d'Africa, 2004; Consiglio di Amministrazione, 2006; Fabbrico 2006; Dalmine 2008; Grandi e piccole. Una riflessione sui formati della fotografia contemporanea, 2010.
Opere di Paola Mattioli sono presenti in importanti collezioni in Italia e all'estero. Una sua fotografia appartenente alla serie Statuine figura come copertina della Storia d'Italia. L'immagine fotografica 1945-2000, Einaudi 2004.
Una sua donazione di libri arricchisce la Biblioteca del Museo di Fotografia Contemporanea di Cinisello